# Ibiapaba (tiểu vùng)
Ibiapaba là một tiểu vùng thuộc bang Ceará, Brasil. Tiều vùng này có diện tích 5071 km², dân số năm 2007 là 259030 người.